# Вучкович, Ненад (гандболист)
Ненад «Нене» Вучкович (серб. Ненад «Нене» Вучковић / Nenad «Nene» Vučković; род. 23 августа 1980, Пула) — сербский гандболист, защитник сербского клуба «ГК Войводина (Нови Сад)» и сборной Сербии.

## Карьера

### Клубная
Воспитанник школы клуба «Црвена Звезда», выступал за этот клуб с 1999 по 2004 годы в дуэте с Владицей Стояновичем. С 2004 по 2008 годы играл во французской первой лиге за «Шамбери Савуайе», в 2006 году стал серебряным призёром чемпионата Франции. С января 2008 года играет за немецкий «Мельсунген».

### В сборной
Сыграл 98 игр и забил 296 голов за сборную. Участник чемпионата мира 2011 года, Олимпийских игр 2012 и чемпионата Европы 2012 года (серебряный призёр).

## Статистика
| Сезон   | Клуб          | Лига       | Матчи | Голы   | Голы   | Голы  |
| Сезон   | Клуб          | Лига       | Матчи | С игры | 7-метр | Всего |
| ------- | ------------- | ---------- | ----- | ------ | ------ | ----- |
| 2014/15 | МТ Мельзунген | Бундеслига | 32    | 74     | 0      | 74    |